# 南部広美
南部 広美（なんぶ ひろみ、女性、1970年11月2日 - ）は、日本のフリーアナウンサー。

## 来歴
岩手県花巻市出身。花巻市立花巻中学校、花巻北高等学校卒業。小学生の頃にはテレビに出ている人への憧れがあり、「東京へ出れば扉が開けるのではないか」と思い、放送の専門学校に進学のために上京する。声にまつわる仕事は19歳ぐらいからアルバイトで始めて、ゲレンデDJやイベントの司会をするうちに、ラジオの仕事の機会を得るようになる。ラジオたんぱでの株式市況情報の契約アナ、J-WAVEのニュース担当アナを7年間勤務。35歳からの3年半はロンドン在住だった。2011年3月に東日本大震災が発生したのがきっかけで、故郷の岩手県に戻る。同年秋TBSラジオ「柳瀬博一・Terminal」への出演が決まり、フリーアナウンサーとなる。同番組出演時は岩手から通っていた。
2013年春、「荻上チキ・Session-22」のオーディションを受けるために再上京。番組出演が決まり、現在に至る。2022年7月10日、20:00-25:00(翌7月11日午前1:00)、JRN・TBSラジオ報道特別番組「開票ライブ！参院選2022」にて、当確速報担当アナウンサーを担当。

## 人物
- 家族：弟がいる[3]
- 好きな人物：岩手にいる頃から小泉今日子が好きだった[4]
- 性格：先に宿題をやってから遊びに出かけるタイプ。引きずったまま遊びに集中できないことが嫌だから、やらないといけないことは先にやる[5]。決められている中ではパフォーマンスを最高に発揮できないタイプなので、自分の気が乗らなければ絶対にやれない性質[6]。

### エピソード
- 『ジェーン・スー 生活は踊る』(2023年8月21日放送分)にジェーン・スーのピンチヒッターで出演した際、番組パートナーの（TBSアナウンサー）小笠原亘が同じ岩手県出身であることから、方言を交えて地元の話をした[7]。2024年1月8日放送分もピンチヒッターで出演。
- 東京で生活して長いことから、南部いわく「私や小笠原さんが喋る岩手の言葉も、今岩手に暮らしていらっしゃる方からすると、やっぱりちょっと東京ナイズされているっていうか、ネイティブからは少しちょっとなぁ。花巻弁にはまだまだだなぁーっていう感じで弟とか言われる」という[8] 。
- 「東京に出てきたばかりの頃はアナウンサーになろうというよりは、アイドルになりたいと思っていた。東京に行きさえすれば、原宿を歩いていたらスカウトされるもんだと思っていたので、一生懸命方言を隠そうとした。30代くらいまでかな。30代過ぎて、これは私の個性なんだなと認められるようになってから、これは2チャンネル使い分けられる。言語として。パッと。相手が岩手の人じゃかったとしても、じゃじゃじゃって出る瞬間性みたいなのは備わっているものだなと気づいた」と方言への思いを話した[9]。
- 1993年頃、「サンバ好きのOL」という肩書でテレビ東京の番組に、サンバカーニバルの装飾付きビキニの服装で出演したことがある

## 現在の出演

### ラジオ
- 荻上チキ・Session-22 （TBSラジオ・JRN系、2013年4月 - 2020年9月25日）
- 荻上チキ・Session（TBSラジオ、2020年9月28日 - ）

## 過去の出演

### ラジオ
- ヘッドラインニュース（J-WAVE）
- TOKYO CONCIERGE（J-WAVE） - リポーター
- Jam the WORLD（J-WAVE） - リポーター
- GOLDEN TIME（J-WAVE） - 「セクシー敬語」コーナー ナレーション
- 柳瀬博一・Terminal（TBSラジオ、2011年10月14日 - 2012年3月23日）
- 菊地成孔の粋な夜電波（TBSラジオ、2015年7月24日）[10]
- JRN・TBSラジオ報道特別番組「開票ライブ！参院選2022」（2022年7月10日20:00-翌11日午前1:00） - 当確速報担当アナウンサー
- 3･11 報道特別番組「伝える～東日本大震災から12年」（TBSラジオ、2023年3月11日）[11]
- ジェーン・スー 生活は踊る（TBSラジオ、2020年12月7日・2023年8月21日・2024年1月8日）- ジェーン・スーのピンチヒッターで出演。
- CITY CHILL CLUB（TBSラジオ、2023年11月17日・2023年11月24日）
- アフター6ジャンクション→アフター6ジャンクション2（TBSラジオ、2021年2月9日・同12月23日・2022年12月22日・2024年2月15日・同7月31日）
- IBC岩手放送開局70周年記念特別番組 ラジオサタデーSP すっぴんのびのびぶちぬき大放送（IBC岩手放送、2024年3月30日） - スペシャルゲスト（同郷であるTBSテレビの小笠原亘アナウンサーと共演）

### You Tube
- TBSラジオ70周年 南部広美さんを迎えて[12]